# Corod (gmina)
Corod – gmina w Rumunii, w okręgu Gałacz. Obejmuje miejscowości Blânzi, Brătulești, Cărăpcești i Corod. W 2011 roku liczyła 7334 mieszkańców. 